# جان ماركيز
جان ماركيز (بالإسبانية: Jean Márquez)‏ (6 مارس 1985 بغواتيمالا في غواتيمالا - ) هو لاعب كرة قدم غواتيمالي في مركز الوسط. شارك مع منتخب غواتيمالا لكرة القدم. أما مع النوادي، فقد لعب مع نادي كوميونيكيشنس ونادي جالابا ‏.

## وصلات خارجية
- جان ماركيز على موقع الاتحاد الدولي (مؤرشف)  (الإنجليزية)
- جان ماركيز على موقع قاعدة بيانات كرة القدم.إي يو (الإنجليزية)
- جان ماركيز على موقع ناشيونال فوتبول تيمز (الإنجليزية)
- جان ماركيز على موقع Soccerway.com (الإنجليزية)